# Айяк
Айяк (венг. Ajak) — посёлок(надькёжег) в медье Сабольч-Сатмар-Берег в Венгрии в шести километрах на юго-запад от города Кишварда.
Посёлок занимает площадь 24,76 км², на которой проживает, на 2010 год, 3645 жителей. Из них (на 2001 год) 98 % венгры, 2 % — цыгане.
В посёлке есть железнодорожная станция Айяк. У западной границы посёлка проходит автомагистраль E 573.
Посёлок окружён протоками каналов Карас-Гулахази-Чаторна и Бельфёчаторна.
Ближайшие населённые пункты — деревни Анарч (В), Реткёзберенч (ЮЗ), Патроха (З) и город Кишварда, к административной границе которого прилегает Айяк.

## Население
| Год  | Численность | Численность |
| ---- | ----------- | ----------- |
| 2013 | 3785        | [ 4 ]       |
| 2014 | 3769        | [ 5 ]       |
| 2015 | 3730        | [ 6 ]       |
| 2021 | 3394        | [ 7 ]       |
| 2022 | 3301        | [ 8 ]       |
| 2023 | 3272        | [ 9 ]       |
| 2024 | 3237        | [ 1 ]       |

## Города-побратимы
- Чьерна-над-Тисоу, Словакия